# Tsukumizu
つくみず
Tsukumizu (つくみず) est le pseudonyme d'un mangaka japonais.
Il est connu pour avoir écrit le manga post-apocalyptique iyashikei, Girls' Last Tour, et le manga comique absurde à Yonkoma, Shimeji Simulation.

## Biographie
Tsukumizu avait beaucoup lu depuis qu'il était à l'école primaire et avait lu des romans tout au long du lycée. Il cite La Balle de l'impossible et Danse, Danse, Danse de Haruki Murakami et Kirakira Hikaru de Kaori Ekuni comme ayant influencé les thèmes de Girls' Last Tour.
Au lycée, il a commencé à s'intéresser aux animés et à dessiner du moe durant leur troisième année. Cet intérêt s'épanouirait pour englober également les mangas. Tsukumizu a fréquenté l’Université d'éducation d'Aichi et a souhaité étudier la peinture pour devenir professeur d'art. À ce moment-là, il ne voyait cela comme un passe-temps,.
En tant qu'étudiant de niveau universitaire, Tsukumizu aimait les films de guerre, en particulier Il faut sauver le soldat Ryan. Le Kettenkrad (ou Sd.kfz 2) qui apparaît dans Girls' Last Tour est un hommage à ce film.
En 2013, il a publié un dōjinshi Touhou Project, Flan Veut Mourir (ou Flan Wants to Die), sur un yōkai immortel nommé Flan qui aspire à mourir.
Au cours de sa deuxième année d'études universitaires, Tsukumizu a commencé à dessiner des mangas et a été invité à un cercle de mangas par un ami. Il a régulièrement téléversé leurs travaux sur Internet, ce qui a attiré l'attention d'une personne de la maison d'édition Shinchosha. Son premier travail publié commercialement était Girls' Last Tour, qui a été adapté en anime en 2017.
Sa prochaine grande série, Shimeji Simulation, a commencé à être sérialisée dans le magazine Comic Cune de Media Factory le 26 janvier 2019.

## Travaux
- Flan veut mourir (2013)
- Girls' Last Tour (2014–2018)
- Shimeji Simulation (2019–2023)